# Tổng điều tra dân số và nhà ở năm 2019 (Việt Nam)
Tổng điều tra dân số và nhà ở năm 2019 (TĐTDS&NO 2019), còn được gọi tắt là Tổng điều tra năm 2019 (TĐT 2019) là cuộc điều tra dân số quốc gia thứ 5 kể từ khi Việt Nam thống nhất, và là cuộc tổng điều tra thứ 8 do Tổng cục Thống kê tiến hành. Cuộc tổng điều tra bắt đầu vào ngày 1 tháng 4 năm 2019, và kéo dài 25 ngày, với sự tham gia của khoảng 147.000 điều tra viên thống kê. Đây là cuộc tổng điều tra quy mô lớn nhất tính đến thời điểm đó ở Việt Nam, được các cơ quan chức năng các cấp chuẩn bị gần 2 năm, và là lần đầu sử dụng công nghệ thông tin (CNTT) trong tất cả công đoạn.
Cuộc tổng điều tra sẽ được tiến hành ở 63 tỉnh, thành phố cùng 3 Bộ có tính đặc thù gồm: Bộ Quốc Phòng, Bộ Công an và Bộ Ngoại giao, với tổng kinh phí khoảng 1.100 tỷ đồng. Hoạt động này nhằm thu thập thông tin dân số ở Việt Nam, phục vụ nghiên cứu và phân tích, từ đó giúp hoạch định, xây dựng các chính sách, chiến lược phát triển kinh tế – xã hội đúng đắn, giám sát mục tiêu phát triển bền vững.
Kết quả sơ bộ được công bố vào 11 tháng 7 năm 2019, trong khi kết quả toàn bộ được công bố vào ngày 19 tháng 12 cùng năm. Theo đó, Việt Nam có dân số 96.208.984 người, tăng 10,4 triệu người sau 10 năm, tốc độ tăng trưởng dân số chậm hơn giai đoạn trước, mất cân bằng giới tính khi sinh ở mức rất cao.

## Bối cảnh
Năm 1960, tỷ lệ gia tăng dân số ở Việt Nam rất nhanh, gần 4%, số con trung bình trong độ tuổi sinh đẻ là hơn 6 con, ảnh hưởng đến phát triển kinh tế - xã hội. Trước tình hình đó, Chính phủ đã ban hành Quyết định số 216/CP ngày 26/12/1961 về sinh đẻ có hướng dẫn, đưa Việt Nam trở thành một trong những quốc gia đi đầu thực hiện chương trình dân số kế hoạch hóa gia đình. Đến năm 1970, nhằm đẩy mạnh vận động hơn nữa, Uỷ ban Bảo vệ Bà mẹ và trẻ em được thành lập, nhưng nhanh chóng giải thể vào năm 1974. Tới năm 1975, tỷ lệ gia tăng dân số giảm xuống 2,4%, số con trung bình là 5,25 con. Giai đoạn này, nhà nước tiếp tục khuyến khích hạn chế sinh đẻ và chỉ nên có từ 1 đến 2 con, trừ một số trường hợp đặc biệt. Năm 1984, Hội đồng Bộ trưởng ban hành Quyết định số 58-HĐBT ngày 11/4/1984 về việc thành lập Ủy ban quốc gia Dân số và Sinh đẻ có kế hoạch. Tới 19 tháng 6 năm 1991, Chính phủ đã ban hành Nghị định 193-HĐBT thành lập Uỷ ban Dân số - Kế hoạch hóa gia đình trực thuộc Chính phủ. Thời kỳ này cũng áp dụng chính sách khen thưởng và phạt, như cấp đất, nhà. Tới 2002, tổng tỷ suất sinh đã giảm xuống 2,8 con, tỷ lệ gia tăng dân số 1,3%/năm. Tới năm 2003, ban hành Pháp lệnh Dân số quy định “cặp vợ chồng chủ động, tự nguyện quyết định số con, thời gian sinh con và khoảng cách giữa các lần sinh”, khiến nhiều người hiểu sai là nhà nước khuyến khích đẻ, khiến mức sinh tăng mạnh trở lại. Năm 2007, Việt Nam bước vào thời kỳ cơ cấu dân số vàng. Năm 2009 quy định sửa lại thành "Mỗi cặp vợ chồng nên có 1-2 con". Trong giai đoạn 2010-2019, tốc độ gia tăng dân số bình quân hàng năm giảm xuống khoảng 1%. Vào năm 2011, Việt Nam bước vào giai đoạn già hóa dân số, đòi hỏi các chính sách và chương trình kịp thời giải quyết vấn đề trong tương lai.
Từ đầu thế kỷ 21, trong bối cảnh Việt Nam vẫn đang thực hiện chính sách giảm sinh, công nghệ xác định giới tính thai nhi phát triển mạnh mẽ, nhiều nơi vẫn còn tâm lý chuộng con trai, tỷ số giới tính khi sinh đang có xu hướng gia tăng.
Trong thời chiến, Tổng cục Thống kê tiến hành điều tra dân số vào các năm 1960 và 1974 ở miền Bắc. Sau thống nhất, đầu năm 1976, Việt Nam tổ chức tổng kiểm kê dân số ở các tỉnh miền Nam. Cuộc Tổng điều tra dân số toàn quốc đầu tiên được tiến hành vào tháng 10 năm 1979. Sau đó, cứ 10 năm 1 lần, Việt Nam lại tiến hành Tổng điều tra vào các năm 1989, 1999, 2009.

## Mục đích
Cuộc điều tra dân số được tổ chức để thu thập thông tin chuyên sâu về nhân khẩu học. Từ đó, kết quả điều tra nhằm phục vụ việc nghiên cứu, phân tích và dự báo quá trình phát triển dân số và nhà ở, cung cấp thông tin xây dựng cơ sở dữ liệu tổng hợp về dân số, đánh giá kết quả thực hiện các nghị quyết, kế hoạch về phát triển kinh tế - xã hội, cũng như các chỉ tiêu phát triển bền vững của Liên Hợp Quốc. Kết quả cũng cung cấp cho chính quyền các cấp cơ sở quan trọng để xây dựng và hoạch định chiến lược phát triển kinh tế - xã hội. Bên cạnh đó, bởi nguồn dữ liệu dân số từ các Bộ Tư pháp, Công an, Y tế sai lệch, không đủ chi tiết, cuộc tổng điều tra 2019 còn nhằm cập nhật đầy đủ thông tin, căn cứ để tiến tới không thực hiện điều tra vào năm 2029. Số liệu dân số cũng là căn cứ cụ thể để tiến hành sáp nhập địa giới hành chính.

## Hình thức và nội dung
Cuộc tổng điều tra được tiến hành ở 63 tỉnh, thành phố cùng 3 Bộ có tính đặc thù gồm: Bộ Quốc Phòng, Bộ Công an và Bộ Ngoại giao, với tổng kinh phí khoảng 1.100 tỷ đồng. CNTT được áp dụng lần đầu tiên ở tất cả các khâu. Việc điều tra áp dụng hai phương pháp: trực tiếp (phỏng vấn trực tiếp) và gián tiếp (trực tuyến). Bên cạnh phiếu giấy in sẵn, cuộc tổng điều tra này còn lần đầu tiên thực hiện điều tra bằng phiếu điện tử trên thiết bị di động (CAPI - Computer-assisted personal interviewing) và thông qua Internet (Webform), từ đó cải thiện chất lượng và tính minh bạch, chặt chẽ của số liệu, giảm tải khối lượng công việc rút ngắn thời gian, giảm chi phí.
Một số nội dung chính của TĐT 2019 bao gồm: "Thông tin chung về dân số; tình trạng di cư; trình độ học vấn và trình độ chuyên môn kỹ thuật; tình trạng khuyết tật; tình trạng hôn nhân; mức độ sinh, chết và phát triển dân số; tình hình đăng ký khai sinh của trẻ em; tình hình lao động - việc làm; thực trạng về nhà ở; điều kiện sinh hoạt cơ bản của hộ dân cư". Cuộc điều tra thu thập thông tin trên 2 nhóm phiếu. Nhóm tiêu chuẩn, điều tra toàn bộ dân số bao gồm 22 câu hỏi về dân số cơ bản và thông tin về nhà ở hộ gia đình. Nhóm câu hỏi phức tạp hơn, lấy 9% dân số làm mẫu, gồm 65 câu hỏi, thu thập thông tin chuyên sâu về dân số, nhân khẩu học và nhà ở. Đối tượng điều tra gồm "tất cả người Việt Nam thường xuyên cư trú trên lãnh thổ nước Cộng hòa Xã hội Chủ nghĩa Việt Nam tính đến thời điểm điều tra; người Việt Nam được cơ quan có thẩm quyền cho phép xuất cảnh ra nước ngoài trong thời hạn quy định; các trường hợp chết của hộ dân cư đã xảy ra từ ngày mùng 1 Tết Âm lịch Mậu Tuất, tức ngày 16/2/2018 theo dương lịch đến hết ngày 31/3/2019; nhà ở của hộ dân cư."
Cùng với sử dụng rộng rãi công nghệ thông tin, một số điểm mới của tổng điều tra 2019 là chọn mẫu phân tầng 2 giai đoạn, đảm bảo tính đại diện của các chỉ tiêu đến cấp huyện, lồng ghép thông tin đáp ứng các chỉ tiêu phát triển bền vững và cải tiến quy trình vẽ sơ đồ nền xã/phường và phân chia địa bàn điều tra.

## Chuẩn bị
Cuộc tổng điều tra được các cơ quan chức năng các cấp chuẩn bị trong gần 2 năm. Ngay từ đầu 2017, các trung tâm tin học thuộc Tổng cục đã nghiên cứu, xây dựng các phần mềm ứng dụng và triển khai thí điểm sử dụng phiếu điện tử để điều tra lao động, việc làm. Tổng cục cũng triển khai nghiên cứu thiết kế phương pháp luận và loại phiếu điều tra, xây dựng tài liệu hướng dẫn, thực hiện tập huấn, xây dựng mạng lưới Tổng điều tra và phân quyền cho lực lượng tham gia trên hệ thống quản lý điện tử, cũng như xây dựng các kế hoạch truyền thông tuyên truyền. Ngày 7 tháng 9 năm 2017, Tổng cục Thống kê phối hợp với UNFPA tổ chức hội thảo trưng cầu ý kiến về TĐT 2019. Ngày 6 tháng 12 năm 2017, Thủ tướng ban hành chỉ thị số 44/CT-TTg về việc chuẩn bị tổng điều tra dân số.
Trong quý đầu tiên của năm 2018, Tổng cục đã áp dụng phiếu điện tử thu thập thông tin ở một số tỉnh và từ đó mở rộng triển khai sử dụng phiếu điện tử cho điều tra biến động dân số toàn quốc năm 2018. Ngày 26 tháng 6 năm 2018, Thủ tướng ra quyết định số 772/QĐ-TTg về tổ chức tổng điều tra dân số và nhà ở năm 2019 trong đó có việc thành lập Ban chỉ đạo các cấp. Ngày 15 tháng 8 năm 2018, Bộ trưởng Bộ Kế hoạch và Đầu tư ký Quyết định số 01/QĐ-BCĐTW về việc ban hành Phương án Tổng điều tra Dân số và nhà ở năm 2019. Ngày 4 tháng 8 năm 2018, Ban Chỉ đạo Tổng điều tra dân số và nhà ở Trung ương ban hành Kế hoạch số 05/KH-BCĐTW về công tác tuyên truyền Tổng điều tra 2019. Tới tháng 9 năm 2018, Tổng cục đã triển khai điều tra tổng duyệt, đánh giá, hoàn thiện các quy trình và hoạt động, đảm bảo hệ thống xử lý. Tổng cục cũng đã thiết lập hệ thống tổng đài hỗ trợ miễn phí và hệ thống nhắn tin tự động. Các trung tâm tin học kiểm tra, rà soát, đánh giá hiện trạng hệ thống, đảm bảo hạ tầng CNTT, chuẩn bị nhân lực, đào tạo nghiệp vụ.
Tới tháng 11, các Bộ Công an, Quốc phòng, Ngoại giao và các cấp chính quyền đều đã thành lập Ban chỉ đạo. Ngày 19 tháng 11 năm 2018, Ban Chỉ đạo Tổng điều tra Dân số và Nhà ở Trung ương họp phiên thứ nhất tổng hợp các công việc đã triển khai và chuẩn bị cho Tổng điều tra. Trong hai tháng cuối năm 2018, người lập bảng kê đến từng hộ ghi nhận các thông tin ban đầu về nhân khẩu thực tế, giới thiệu về phương pháp điều tra qua internet; và nếu có nhu cầu, người dân cung cấp số điện thoại để nhận địa chỉ truy cập, tên tài khoản và mật khẩu đăng nhập thực hiện điều tra vào ngày 31 tháng 3 năm 2019. Ngày 17 tháng 12 năm 2018, Tổng cục Thống kê khai mạc Hội nghị Tập huấn nghiệp vụ và Công nghệ thông tin Tổng điều tra Dân số và Nhà ở năm 2019. Ngày 4 tháng 1 năm 2019, Ban chỉ đạo Trung Ương và Bộ Thông tin và Truyền thông tổ chức cuộc họp về công tác phối hợp trong tuyên truyền, triển khai các giải pháp đảm bảo đường truyền và an ninh mạng phục vụ cho cuộc Tổng điều tra.
Ngày 13 tháng 3 năm 2019, tại Hà Nội, Ban Chỉ đạo Tổng điều tra Dân số và nhà ở Trung ương đã tổ chức Hội nghị trực tuyến toàn quốc về Tổng điều tra Dân số và nhà ở năm 2019 kết nối tới 775 điểm cầu với 36.000 đại biểu tham dự.

## Tiến trình
Cuộc tổng điều tra thứ 5 là lần có quy mô lớn nhất tính đến thời điểm đó, bắt đầu vào ngày 1 tháng 4 năm 2019, và kéo dài 25 ngày, với sự tham gia của khoảng 147.000 điều tra viên thống kê. Đây cũng là lần điều tra có thời gian thực hiện ngắn nhất nhờ áp dụng công nghệ thông tin trong công tác dân số.
Ở thành phố Hồ Chí Minh, toàn bộ công việc đều được thực hiện bằng thiết bị di động hoặc qua Internet, huy động trên 12.000 người tham gia công tác điều tra dân số trên gần 19.500 địa bàn. Đà Nẵng là một trong những địa phương có tỷ lệ khai trực tuyến cao nhất, chỉ huy động hơn 1.300 điều tra viên tham gia nhiệm vụ. Trong khi đó, toàn thành phố Hà Nội có khoảng 17,8 nghìn địa bàn điều tra và huy động hơn 12 nghìn điều tra viên thống kê. Hải Phòng huy động gần 1.500 người tham gia Ban chỉ đạo, hơn 2.300 điều tra viên và tổ trưởng. Lực lượng ngành Công an huy động trên 4.000 điều tra viên, trên 170 giám sát viên và tổ chức điều tra trên 3.000 địa bàn, với 2 mẫu điều tra riêng cho cán bộ chiến sĩ toàn ngành và phạm nhân, trại viên. Tới 13 tháng 4, tỷ lệ điều tra toàn quốc đã đạt trên 60%, vượt dự kiến đề ra. Tới sáng ngày 25 tháng 4, tỷ lệ ước tính đạt khoảng 99,95%. Sau ngày này, những người chưa thực hiện điều tra thì thông báo tới Ban Chỉ đạo trong 3 ngày 26, 27 và 28 tháng 4. Ban Chỉ đạo các cấp tới trước ngày 26 tháng 4 cần có báo cáo nhanh về Ban Chỉ đạo Trung ương để tổng hợp trình Chính phủ. Sau khi kết thúc giai đoạn thu thập thông tin, công tác phúc tra được thực hiện nhằm xác định sai số phạm vi, tìm ra các trường hợp bị ghi trùng hoặc bỏ sót. Kết quả phúc tra cho thấy tỷ lệ sai số thuần là 0,2%, tương đương với khoảng 143,000 người, trong khoảng cho phép. Kết quả của Tổng điều tra được đánh giá là tương đối chính xác, sát với những dự báo thống kê từ các nguồn số liệu khác nhau như Cơ quan thống kê Dân số Liên hợp quốc.
Ngày 11 tháng 7 năm 2019, Ban chỉ đạo Tổng điều tra dân số và nhà ở Trung ương công bố kết quả sơ bộ Tổng điều tra dân số và nhà ở năm 2019. Sáng 19 tháng 12 năm 2019, Ban chỉ đạo tổ chức Hội nghị công bố kết quả chính thức và Tổng kết Tổng điều tra dân số và nhà ở năm 2019. Một năm sau, ngày 18 tháng 12 năm 2020, Tổng cục Thống kê đã tổ chức Hội nghị công bố Kết quả nghiên cứu chuyên sâu Tổng điều tra Dân số và nhà ở năm 2019.

## Chỉ tiêu chính
Việt Nam có dân số 96.208.984 người, mật độ là 290 người/km2, tập trung ở 2 khu vực Đồng bằng sông Hồng và khu vực Đông Nam Bộ. Sau 10 năm, dân số  tăng 10,4 triệu người, bình quân tăng 1,14%/năm, giảm so với giai đoạn trước. Số dân ở thành thị là 33.122.548 người, bình quân tăng 2,64%/năm. Đồng bằng sông Hồng và Đông Nam Bộ là hai vùng nhập cư lớn nhất. Tổng số hộ gia đình là 26.870.079, tăng 4,4 triệu hộ, tỷ lệ tăng số hộ bình quân là 1,8%/năm, thấp hơn so với giai đoạn 1999 – 2009 và là thấp nhất trong 40 năm. Mỗi hộ trung bình có 3,6 người, đa số đều có nhà ở. 99,4% hộ sử dụng điện lưới, 97,4% sử dụng nước hợp vệ sinh, 88,9% sử dụng hố xí hợp vệ sinh. Trông số đó, 1.244 hộ không có nhà để ở, tương đương với 4.108 người. Thêm vào đó là 310 người lang thang cơ nhỡ, tổng cộng cả nước có 4.418 người hiện không có nhà ở.
Dân số nam là 47.881.061 người (49,8%) và nữ là 48.327.923 người (50,2%), tỷ số giới tính là 99,1 nam/100 nữ. Tỷ số giới tính thay đổi theo nhóm tuổi (tuổi càng cao tỷ số càng thấp), và theo khu vực (tỷ số thành thị thấp hơn nông thôn). Mất cân bằng giới tính khi sinh đang ở mức rất cao, tỷ số giới tính khi sinh là 111,5 bé trai/100 bé gái, so với mức sinh học tự nhiên (104-106 trai/100 bé gái). Tuổi thọ trung bình là 73,6 tuổi; nam là 71,0 tuổi, nữ là 76,3 tuổi.
Tôn giáo ở Việt Nam (2019)
Dân số thuộc dân tộc Kinh là 82.085.826 người, chiếm 85,3%. Trong các dân tộc còn lại, 6 có trên 1 triệu người, trong khi 11 có dân số dưới 5,000 người. Việt Nam có 13,2 triệu người có tôn giáo. Cụ thể, đông nhất là Công giáo với 5,9 triệu người, theo sau là Phật giáo với 4,6 triệu người. 3,7% người trên 5 tuổi bị khuyết tật. 90,9% trường hợp tử vong một năm trước ngày lấy mốc là do nguyên nhân bệnh tật, theo sau là do tai nạn giao thông và tai nạn lao động. 88% hộ dân sử dụng phương tiện cá nhân có động cơ với mục đích sinh hoạt.
77,5% dân số từ 15 tuổi trở lên đã từng kết hôn, hơn 9% phụ nữ tuổi từ 20 đến 24 lần đầu kết hôn trước 18 tuổi. Độ tuổi trung bình kết hôn lần đầu là 25,2 tuổi, tỷ lệ ly hôn thấp, nhưng có xu hướng tăng. Tổng tỷ suất sinh ổn định ở 2,09 con/phụ nữ, xu hướng sinh hai con phổ biến, mức sinh nông thôn cao hơn thành thị. Mức sinh cao nhất ở trung du và miền núi phía Bắc và Tây Nguyên, trong khi Đông Nam Bộ và Đồng bằng sông Cửu Long có mức sinh thấp nhất. Phụ nữ có trình độ học vấn càng cao thì mức sinh càng thấp, chênh lệch về mức sinh giữa các dân tộc có xu hướng thu hẹp. Tình trạng sinh con ở tuổi chưa thành niên còn tồn tại, cao nhất ở trung du và miền núi Bắc Bộ và Tây Nguyên.
Cơ cấu dân số thay đổi theo hướng tỷ trọng người phụ thuộc giảm, người trong độ tuổi lao động tăng. Số dân dưới 15 tuổi là 24%; trong độ tuổi lao động là 68,4%; trên 65 tuổi là 7,6%. Như vậy, Việt Nam đang ở trong thời kỳ cơ cấu dân số vàng nhưng tốc độ già hóa dân số đang có xu hướng tăng nhanh.
Trình độ dân trí được cải thiện; tỷ lệ trẻ em trong độ tuổi đi học ngoài nhà trường giảm còn 8,3%. Tuy vậy, tỷ lệ người trên 15 tuổi không có trình độ chuyên môn kỹ thuật là gần 81%. 2,05% dân số từ 15 tuổi trở lên rơi vào tình trạng thất nghiệp. Chuyển dịch cơ cấu ngành diễn ra mạnh mẽ; lần đầu tiên, số người làm dịch vụ cao hơn số người trong khu vực nông, lâm nghiệp, thủy sản.

## Vấn đề triển khai và tranh cãi
Theo kết quả TĐT 2019, Việt Nam có 1.244 hộ hay 4.108 người không có nhà để ở (dwellings) và 310 người lang thang cơ nhỡ, trong đó 99,99% số hộ của Hà Nội có nhà ở, Đà Nẵng có năm hộ không có nhà ở (0,0016%), và thành phố Hồ Chí Minh có 39 hộ không có nhà ở. Điều này đã gây khá nhiều tranh cãi. Theo định nghĩa của ngành Thống kê, “Hộ không có nhà ở - ở đây là những hộ sống ở lều, lán trại, vỉa hè”, nơi có tính riêng biệt, dựng vách, làm cửa, có sàn, mái thì được xem là nơi ở. Bên cạnh đó, việc điều tra không phụ thuộc chủ quyền nhà mà chỉ dựa vào nơi ở. Định nghĩa này khác với tiêu chí của Bộ Xây dựng. Để so sánh, theo Sở Xây dựng thành phố Hồ Chí Minh, trên địa bàn có khoảng 476 nghìn hộ chưa có nhà ở hoặc đang sống chung với cha mẹ, người thân, gấp 12 nghìn lần con số Cục thống kê. Trong khi đó, đại diện một số quận huyện cũng phản bác con số của Cục Thống kê thành phố. Đơn cử, do "chưa sâu sát đặc thù nghề nghiệp của các hộ", huyện Cần Giờ cho rằng Cục đã thống kê sai số hộ chưa có nhà ở trên địa bàn bởi các hộ này đều đã có nhà ở các địa phương khác. Bên cạnh đó, số liệu về dân số do Cục Thống kê thành phố Hồ Chí Minh đưa ra cũng gây "ngờ vực". Theo đó, thành phố có 8,9 triệu dân trong khi nhiều người cho rằng phải đến 14-15 triệu, và theo con số của ngành Công an cũng là gần 13 triệu người. Theo tiêu chí của Cục, người thường xuyên ở hộ, không cần có hộ khẩu, từ sáu tháng trở lên; những người chưa đủ sáu tháng nhưng có "có khuynh hướng ở lâu dài"; trẻ em mới sinh; những người tạm vắng được coi là nhân khẩu thường trú. Những trường hợp không được xem là nhân khẩu thường trú thực tế có thể bao gồm khách vãng lai; những người đi làm sáng đến chiều về; biên chế ngành công an, quân đội; khách du lịch; những người đến thăm, đến chơi, chữa bệnh; học sinh phổ thông đến trọ học, ở nhờ. Về tình trạng hôn nhân, để theo khái niệm của Liên Hợp Quốc, Cục thống kê theo "tình trạng chung sống thực tế", chứ không dựa trên "giấy tờ đăng ký", bởi vậy mới có số liệu dân số 15 tuổi trở lên từng kết hôn.
Một số vấn đề trong quá trình điều tra dân số bao gồm sóng ở một số vùng cao chập chờn; nhiều hộ vắng nhà, khó tiếp cận, không hợp tác hoặc không nắm được thông tin nên bị động khi điều tra viên tới; nhiều người vắng mặt dài ngày hoặc đi làm ca nên các điều tra viên nhiều khi phải chờ lịch hẹn, đến vào ban đêm; phát sinh lỗi trong quá trình đồng bộ dữ liệu; nhiều điều tra viên mắc lỗi trong quá trình tác nghiệp.

## Trích dẫn
1. 1 2  Tổng cục Thống kê (2020). Dự báo dân số Việt Nam giai đoạn 2019 - 2069 (PDF). tr. 5. ISBN 978-604-79-2615-2.
2. 1 2 3 4 5  "Thông cáo báo chí kết quả nghiên cứu chuyên sâu Tổng điều tra dân số và nhà ở năm 2019" (Thông cáo báo chí). Tổng cục Thống kê. ngày 18 tháng 12 năm 2020. Lưu trữ bản gốc ngày 20 tháng 10 năm 2021. Truy cập ngày 20 tháng 10 năm 2021.
3. 1 2  Thúy Hiền (ngày 4 tháng 12 năm 2018). "Tổng cục Thống kê: Quy mô tổng điều tra dân số năm 2019 rất lớn". VietnamPlus. Thông tấn xã Việt Nam. Lưu trữ bản gốc ngày 20 tháng 10 năm 2021. Truy cập ngày 20 tháng 10 năm 2021.
4. 1 2  "Hôm nay (1/4), bắt đầu cuộc Tổng điều tra dân số và nhà ở trên phạm vi cả nước". VTV. ngày 1 tháng 4 năm 2019. Lưu trữ bản gốc ngày 20 tháng 10 năm 2021. Truy cập ngày 20 tháng 10 năm 2021.
5. 1 2  "Ngày 1/4, Tổng điều tra dân số và nhà ở lớn nhất từ trước đến nay". VietNamNet. ngày 31 tháng 3 năm 2019. Lưu trữ bản gốc ngày 20 tháng 10 năm 2021. Truy cập ngày 20 tháng 10 năm 2021.
6. 1 2 3  Vương Trần (ngày 31 tháng 3 năm 2019). "Tổng điều tra dân số và nhà ở lớn nhất từ trước đến nay". Lao Động. Lưu trữ bản gốc ngày 20 tháng 10 năm 2021. Truy cập ngày 20 tháng 10 năm 2021.
7. 1 2 3  Thiên Bình (ngày 19 tháng 12 năm 2019). "Tổng điều tra dân số: Việt Nam đang trong thời kỳ "cơ cấu dân số vàng"". Đài Tiếng nói Việt Nam. Lưu trữ bản gốc ngày 20 tháng 10 năm 2021. Truy cập ngày 20 tháng 10 năm 2021.
8. 1 2 3 4  Viết Tuân (ngày 11 tháng 7 năm 2019). "Phó thủ tướng yêu cầu 'không để kết quả điều tra dân số nằm trong kho'". VnExpress. Lưu trữ bản gốc ngày 20 tháng 10 năm 2021. Truy cập ngày 20 tháng 10 năm 2021.
9. 1 2  Vương Trần (ngày 1 tháng 4 năm 2019). "Phó Thủ tướng lưu ý đặc biệt về Tổng điều tra dân số và nhà ở". Lao Động. Lưu trữ bản gốc ngày 20 tháng 10 năm 2021. Truy cập ngày 20 tháng 10 năm 2021.
10. 1 2 3  "Thông cáo báo chí Kết quả sơ bộ Tổng điều tra Dân số và Nhà ở năm 2019" (Thông cáo báo chí). Tổng cục Thống kê. ngày 11 tháng 7 năm 2019. Lưu trữ bản gốc ngày 20 tháng 10 năm 2021. Truy cập ngày 20 tháng 10 năm 2021.
11. 1 2  Thu Hằng (ngày 13 tháng 3 năm 2019). "1.100 tỷ đồng tổng điều tra dân số và nhà ở từ 1/4". VietNamNet. Lưu trữ bản gốc ngày 20 tháng 10 năm 2021. Truy cập ngày 20 tháng 10 năm 2021.
12. 1 2 3 4  Tất Định (ngày 1 tháng 4 năm 2019). "Gần 120.000 người tham gia tổng điều tra dân số toàn quốc". VnExpress. Lưu trữ bản gốc ngày 20 tháng 10 năm 2021. Truy cập ngày 20 tháng 10 năm 2021.
13. ↑  Hà Anh (ngày 20 tháng 4 năm 2019). "Thách thức từ già hóa dân số". Nhân Dân. Lưu trữ bản gốc ngày 20 tháng 10 năm 2021. Truy cập ngày 20 tháng 10 năm 2021.
14. ↑  "Dân số Việt Nam vượt mốc 96 triệu". VTV. ngày 11 tháng 7 năm 2019. Lưu trữ bản gốc ngày 20 tháng 10 năm 2021. Truy cập ngày 20 tháng 10 năm 2021.
15. 1 2  "Sau 10 năm, dân số Việt Nam tăng thêm 10,4 triệu người". Dân trí. ngày 19 tháng 12 năm 2019. Lưu trữ bản gốc ngày 20 tháng 10 năm 2021. Truy cập ngày 20 tháng 10 năm 2021.
16. ↑  Nguyệt Ánh (ngày 19 tháng 12 năm 2019). "Công bố kết quả tổng điều tra dân số và nhà ở 2019". VTV. Lưu trữ bản gốc ngày 20 tháng 10 năm 2021. Truy cập ngày 20 tháng 10 năm 2021.
17. ↑  Viết Tuân (ngày 17 tháng 1 năm 2021). "'Việt Nam dư thừa nam giới từ 15 năm trước'". VnExpress. Lưu trữ bản gốc ngày 20 tháng 10 năm 2021. Truy cập ngày 20 tháng 10 năm 2021.
18. ↑  Quang Hải (ngày 17 tháng 12 năm 2010). "Vấn đề dân số: còn nhiều thách thức". Nhân Dân. Lưu trữ bản gốc ngày 19 tháng 10 năm 2021. Truy cập ngày 20 tháng 10 năm 2021.
19. ↑  "Đưa những chủ trương của Đảng về chính sách dân số trở thành ý nguyện của mỗi người dân". Báo điện tử Đảng Cộng sản. ngày 26 tháng 12 năm 2011. Lưu trữ bản gốc ngày 20 tháng 10 năm 2021. Truy cập ngày 20 tháng 10 năm 2021.
20. ↑  "Lịch sử phát triển công tác Dân số - Kế hoạch hóa gia đình Việt Nam". Tổng cục Dân số - Kế hoạch hóa gia đình, Bộ Y tế. Lưu trữ bản gốc ngày 20 tháng 10 năm 2021. Truy cập ngày 20 tháng 10 năm 2021.
21. 1 2  Trần, Văn Chiến (ngày 11 tháng 6 năm 2020). "Cố Thủ tướng Võ Văn Kiệt - Tổng công trình sư về tổ chức bộ máy ngành Dân số". Báo Gia đình. Lưu trữ bản gốc ngày 20 tháng 10 năm 2021. Truy cập ngày 20 tháng 10 năm 2021.
22. ↑  Việt Hà; Lệ Oanh (ngày 30 tháng 7 năm 2020). "Dân số chuyển hướng mục tiêu". Báo Phú Thọ. Lưu trữ bản gốc ngày 20 tháng 10 năm 2021. Truy cập ngày 20 tháng 10 năm 2021.
23. ↑  "Pháp lệnh của Ủy ban Thường vụ Quốc hội số 06/2003/PL-UBTVQH11 ngày 09 tháng 01 năm 2003 về dân số". Lưu trữ bản gốc ngày 20 tháng 10 năm 2021. Truy cập ngày 20 tháng 10 năm 2021.
24. 1 2  "Cho đẻ thoải mái hay vận động mỗi cặp vợ chồng chỉ có 1- 2 con?". Lao Động. ngày 9 tháng 10 năm 2017. Lưu trữ bản gốc ngày 20 tháng 10 năm 2021. Truy cập ngày 20 tháng 10 năm 2021.
25. ↑  Tổng cục Thống kê (2020). Dự báo dân số Việt Nam giai đoạn 2019 - 2069 (PDF). tr. 39. ISBN 978-604-79-2615-2.
26. ↑  Nguyễn, Văn Tân (ngày 27 tháng 1 năm 2018). "Tận dụng "cơ cấu dân số vàng" để phát triển đất nước". Nhân Dân. Lưu trữ bản gốc ngày 20 tháng 10 năm 2021. Truy cập ngày 20 tháng 10 năm 2021.
27. ↑  "Việt Nam khống chế tốc độ gia tăng dân số quá nhanh". Công an nhân dân. ngày 11 tháng 7 năm 2019. Lưu trữ bản gốc ngày 20 tháng 10 năm 2021. Truy cập ngày 20 tháng 10 năm 2021.
28. ↑  Trịnh, Thị Thu Hiền (ngày 11 tháng 9 năm 2019). "Xu thế già hóa dân số ở nước ta và vấn đề chăm sóc sức khỏe, sử dụng lao động người cao tuổi". Tạp chí Cộng sản. Lưu trữ bản gốc ngày 20 tháng 10 năm 2021. Truy cập ngày 20 tháng 10 năm 2021.
29. ↑  Tổng cục Thống kê (2020). Dự báo dân số Việt Nam giai đoạn 2019 - 2069 (PDF). tr. 22. ISBN 978-604-79-2615-2.
30. ↑  "Tổng điều tra Dân số nhà ở - Không đơn thuần là đếm số dân". Con số và Sự kiện. ngày 13 tháng 10 năm 2021. Lưu trữ bản gốc ngày 20 tháng 10 năm 2021. Truy cập ngày 20 tháng 10 năm 2021.
31. ↑  Tổng cục Thống kê (2020). Dự báo dân số Việt Nam giai đoạn 2019 - 2069 (PDF). tr. 12. ISBN 978-604-79-2615-2.
32. 1 2  Hoàng Thùy (ngày 13 tháng 3 năm 2019). "Việt Nam chi hơn 1.000 tỷ đồng để tổng điều tra dân số". VnExpress. Lưu trữ bản gốc ngày 20 tháng 10 năm 2021. Truy cập ngày 20 tháng 10 năm 2021.
33. 1 2 3 4  Ngân Anh (ngày 2 tháng 4 năm 2019). "Bảo đảm bí mật thông tin cá nhân trong cuộc Tổng điều tra dân số và nhà ở". Nhân Dân. Lưu trữ bản gốc ngày 20 tháng 10 năm 2021. Truy cập ngày 20 tháng 10 năm 2021.
34. ↑  Đào Trang (ngày 7 tháng 4 năm 2019). "Mục đích của Tổng điều tra dân số và nhà ở năm 2019 là gì?". Báo Pháp luật thành phố Hồ Chí Minh. Lưu trữ bản gốc ngày 20 tháng 10 năm 2021. Truy cập ngày 20 tháng 10 năm 2021.
35. 1 2  "Tổng điều tra dân số và nhà ở: Chính xác, đầy đủ, nhanh gọn và tiết kiệm". Đại Đoàn Kết. ngày 19 tháng 11 năm 2018. Lưu trữ bản gốc ngày 20 tháng 10 năm 2021. Truy cập ngày 20 tháng 10 năm 2021.
36. 1 2 3  Hồng Vân (ngày 28 tháng 3 năm 2019). "Tổng điều tra dân số và nhà ở 2019: Cải tiến để tiết kiệm cho ngân sách ít nhất 100 tỷ đồng". Dân trí. Lưu trữ bản gốc ngày 20 tháng 10 năm 2021. Truy cập ngày 20 tháng 10 năm 2021.
37. 1 2  Thúy Hiền (ngày 15 tháng 3 năm 2019). "Sẵn sàng cho thực hiện tổng điều tra dân số và nhà ở năm 2019". VietNamPlus. Lưu trữ bản gốc ngày 20 tháng 10 năm 2021. Truy cập ngày 20 tháng 10 năm 2021.
38. ↑  Như Chính (ngày 27 tháng 7 năm 2019). "Dự kiến công bố kết quả Tổng điều tra dân số và nhà ở vào tháng 12". Báo Đầu tư. Lưu trữ bản gốc ngày 20 tháng 10 năm 2021. Truy cập ngày 20 tháng 10 năm 2021.
39. ↑  Phạm, Quang Vinh (ngày 13 tháng 6 năm 2019). "Những đổi mới quan trọng và một số vấn đề cần lưu ý trong Tổng điều tra dân số và nhà ở năm 2019". Con số và Sự kiện. Lưu trữ bản gốc ngày 20 tháng 10 năm 2021. Truy cập ngày 20 tháng 10 năm 2021.
40. ↑  "Đánh giá chính xác chất lượng dân số, nhà ở qua Tổng điều tra". Nhân Dân. ngày 14 tháng 3 năm 2019. Lưu trữ bản gốc ngày 20 tháng 10 năm 2021. Truy cập ngày 20 tháng 10 năm 2021.
41. 1 2  "Khẩn trương chuẩn bị Tổng điều tra dân số và nhà ở 2019". Báo Chính phủ. ngày 4 tháng 12 năm 2018. Lưu trữ bản gốc ngày 20 tháng 10 năm 2021. Truy cập ngày 20 tháng 10 năm 2021.
42. 1 2 3 4 5 6 7  "Thông cáo báo chí Kết quả Tổng điều tra Dân số và Nhà ở năm 2019" (Thông cáo báo chí). Tổng cục Thống kê. ngày 19 tháng 12 năm 2019. Lưu trữ bản gốc ngày 20 tháng 10 năm 2021. Truy cập ngày 20 tháng 10 năm 2021.
43. ↑  "Sẵn sàng cho cuộc tổng điều tra dân số và nhà ở năm 2019". Báo Đầu tư. ngày 15 tháng 3 năm 2019. Lưu trữ bản gốc ngày 20 tháng 10 năm 2021. Truy cập ngày 20 tháng 10 năm 2021.
44. 1 2 3  Nguyễn, Hữu Hoàn (ngày 13 tháng 6 năm 2019). "Xử lý số liệu Tổng điều tra dân số và nhà ở năm 2019 vài nét về công tác chuẩn bị và những điểm cần lưu ý". Con số và Sự kiện. Lưu trữ bản gốc ngày 20 tháng 10 năm 2021. Truy cập ngày 20 tháng 10 năm 2021.
45. ↑  "Tổng điều tra dân số và nhà ở lần thứ 5". Công an Nhân dân. ngày 8 tháng 9 năm 2017. Lưu trữ bản gốc ngày 20 tháng 10 năm 2021. Truy cập ngày 20 tháng 10 năm 2021.
46. ↑  "Chỉ thị số 44/CT-TTg về việc chuẩn bị Tổng điều tra dân số và nhà ở thời điểm 0 giờ ngày 01 tháng 4 năm 2019". Thư viện Pháp luật. ngày 6 tháng 12 năm 2017. Lưu trữ bản gốc ngày 20 tháng 10 năm 2021. Truy cập ngày 20 tháng 10 năm 2021.
47. ↑  "Thủ tướng chỉ đạo chuẩn bị Tổng điều tra dân số và nhà ở". Lao Động. ngày 6 tháng 12 năm 2017. Lưu trữ bản gốc ngày 20 tháng 10 năm 2021. Truy cập ngày 20 tháng 10 năm 2021.
48. ↑  Nguyễn, Văn Sơn (ngày 13 tháng 6 năm 2019). "Công tác tuyên truyền Tổng điều tra dân số và nhà ở năm 2019 những vấn đề lưu ý". Con số và Sự kiện. Lưu trữ bản gốc ngày 19 tháng 10 năm 2021. Truy cập ngày 20 tháng 10 năm 2021.
49. ↑  Ban Chỉ đạo Tổng điều tra dân số và nhà ở Trung ương (ngày 4 tháng 9 năm 2018). "Kế hoạch Công tác tuyên truyền Tổng điều tra dân số và nhà ở năm 2019" (PDF). Chính quyền tỉnh Vĩnh Phúc. Lưu trữ (PDF) bản gốc ngày 20 tháng 10 năm 2021. Truy cập ngày 20 tháng 10 năm 2021.
50. 1 2  Châu, Như Quỳnh (ngày 20 tháng 11 năm 2018). "Tổng điều tra dân số và nhà ở: Tránh lỗi "việt vị" như 10 năm trước". Dân trí. Lưu trữ bản gốc ngày 20 tháng 10 năm 2021. Truy cập ngày 20 tháng 10 năm 2021.
51. ↑  "PHIÊN HỌP THỨ NHẤT VỀ CHUẨN BỊ THỰC HIỆN TỔNG ĐIỀU TRA DÂN SỐ VÀ NHÀ Ở NĂM 2019". Tổng cục Thống kê. ngày 19 tháng 11 năm 2018. Lưu trữ bản gốc ngày 20 tháng 10 năm 2021. Truy cập ngày 20 tháng 10 năm 2021.
52. ↑  "HỘI NGHỊ TẬP HUẤN NGHIỆP VỤ VÀ CÔNG NGHỆ THÔNG TIN TỔNG ĐIỀU TRA DÂN SỐ VÀ NHÀ Ở NĂM 2019". Tổng cục Thống kê. ngày 17 tháng 12 năm 2018. Lưu trữ bản gốc ngày 20 tháng 10 năm 2021. Truy cập ngày 20 tháng 10 năm 2021.
53. ↑  Nguyễn, Bích Lâm (2019). "Khẩn trương hoàn tất công tác chuẩn bị sẵn sàng thực hiện thành công Tổng điều tra dân số và nhà ở năm 2019" (PDF). Tạp chí Con số Sự kiện. Quyển 58. Hà Nội. tr. 6. ISSN 0866-7322.
54. ↑  "HỘI NGHỊ TRỰC TUYẾN TOÀN QUỐC VỀ TỔNG ĐIỀU TRA DÂN SỐ VÀ NHÀ Ở NĂM 2019". Tổng cục Thống kê. ngày 13 tháng 3 năm 2019. Lưu trữ bản gốc ngày 20 tháng 10 năm 2021. Truy cập ngày 20 tháng 10 năm 2021.
55. ↑  "Phó Thủ tướng Vương Đình Huệ chủ trì hội nghị Tổng điều tra dân số". VOV. ngày 13 tháng 3 năm 2019. Lưu trữ bản gốc ngày 20 tháng 10 năm 2021. Truy cập ngày 20 tháng 10 năm 2021.
56. ↑  Minh Hương (ngày 12 tháng 7 năm 2019). "Tận dụng lợi thế dân số "vàng"". Báo điện tử Đại biểu nhân dân. Lưu trữ bản gốc ngày 20 tháng 10 năm 2021. Truy cập ngày 20 tháng 10 năm 2021.
57. ↑  Lam Hồng (ngày 15 tháng 4 năm 2019). "TP Hồ Chí Minh: Có số đơn vị điều tra dân số lớn nhất cả nước". Đại Đoàn Kết. Lưu trữ bản gốc ngày 20 tháng 10 năm 2021. Truy cập ngày 20 tháng 10 năm 2021.
58. ↑  Nhân Sơn (ngày 3 tháng 4 năm 2019). "TP Hồ Chí Minh huy động trên 12.000 người tham gia điều tra dân số và nhà ở". Công an Nhân dân. Bản gốc lưu trữ ngày 19 tháng 10 năm 2021. Truy cập ngày 20 tháng 10 năm 2021.{{Chú thích báo}}:  Quản lý CS1: bot: trạng thái URL ban đầu không rõ (liên kết)
59. 1 2  Diệp Như; Mai Quế (ngày 13 tháng 4 năm 2019). "Khắc phục khó khăn, bảo đảm tiến độ và chất lượng". Báo Đà Nẵng điện tử. Bản gốc lưu trữ ngày 19 tháng 10 năm 2021. Truy cập ngày 20 tháng 10 năm 2021.{{Chú thích báo}}:  Quản lý CS1: bot: trạng thái URL ban đầu không rõ (liên kết)
60. ↑  "Bất cập trong thực hiện tổng điều tra dân số trực tuyến". VietNamPlus. ngày 11 tháng 4 năm 2019. Lưu trữ bản gốc ngày 19 tháng 10 năm 2021. Truy cập ngày 20 tháng 10 năm 2021.
61. ↑  Thúy Hiền (ngày 1 tháng 4 năm 2019). "Chính thức ra quân tổng điều tra dân số và nhà ở năm 2019". Báo điện tử Đảng Cộng sản. Lưu trữ bản gốc ngày 3 tháng 4 năm 2019. Truy cập ngày 20 tháng 10 năm 2021.
62. ↑  "Hải Phòng đồng loạt ra quân tổng điều tra dân số và nhà ở năm 2019". Tổng điều tra dân số. ngày 1 tháng 4 năm 2019. Lưu trữ bản gốc ngày 19 tháng 10 năm 2021. Truy cập ngày 20 tháng 10 năm 2021.
63. ↑  Lưu Hiệp (ngày 11 tháng 7 năm 2019). "Bộ Công an huy động 4.000 CBCS điều tra dân số năm 2019". Công an Nhân dân. Lưu trữ bản gốc ngày 20 tháng 10 năm 2021. Truy cập ngày 20 tháng 10 năm 2021.
64. ↑  "Tỷ lệ điều tra dân số và nhà ở trên địa bàn cả nước đạt hơn 60%". VTV. ngày 13 tháng 4 năm 2019. Lưu trữ bản gốc ngày 19 tháng 10 năm 2021. Truy cập ngày 20 tháng 10 năm 2021.
65. ↑  Thúy Hiền (ngày 25 tháng 4 năm 2019). "Điều tra bổ sung tránh bỏ sót trong Tổng điều tra dân số và nhà ở 2019". Báo tin tức. Lưu trữ bản gốc ngày 23 tháng 9 năm 2020. Truy cập ngày 20 tháng 10 năm 2021.
66. ↑  Hoàng Yến (ngày 1 tháng 4 năm 2019). "Bảo đảm chất lượng Tổng điều tra dân số và nhà ở". Báo Thanh tra - Thanh tra Chính phủ. Lưu trữ bản gốc ngày 20 tháng 10 năm 2021. Truy cập ngày 20 tháng 10 năm 2021.
67. ↑  Tổng cục Thống kê (2020). Dự báo dân số Việt Nam giai đoạn 2019 - 2069 (PDF). tr. 14-18. ISBN 978-604-79-2615-2.
68. ↑  Sơn Nga (ngày 11 tháng 7 năm 2019). "10 năm, quy mô dân số Việt Nam tăng thêm 10,4 triệu người". Hànộimới. Lưu trữ bản gốc ngày 20 tháng 10 năm 2021. Truy cập ngày 20 tháng 10 năm 2021.
69. ↑  Linh Thủy; Thanh Xuân; Trung Thành (ngày 11 tháng 7 năm 2019). "Việt Nam trở thành quốc gia đông thứ 3 Đông Nam Á". VTV. Lưu trữ bản gốc ngày 12 tháng 7 năm 2019. Truy cập ngày 20 tháng 10 năm 2021.
70. ↑  Vũ, Dung (ngày 19 tháng 12 năm 2019). "Cần sử dụng hiệu quả bộ dữ liệu của cuộc tổng điều tra dân số và nhà ở". Quân đội Nhân dân. Lưu trữ bản gốc ngày 20 tháng 10 năm 2021. Truy cập ngày 20 tháng 10 năm 2021.
71. ↑  "Hội nghị công bố Kết quả nghiên cứu chuyên sâu Tổng điều tra Dân số và nhà ở năm 2019". Tổng cục Thống kê. ngày 18 tháng 12 năm 2019. Lưu trữ bản gốc ngày 20 tháng 10 năm 2021. Truy cập ngày 20 tháng 10 năm 2021.
72. ↑  "Năm 2034, Việt Nam sẽ dư thừa khoảng 1,5 triệu nam giới". Báo Tiếng nói Việt Nam - Đài tiếng nói Việt Nam. ngày 18 tháng 12 năm 2020. Lưu trữ bản gốc ngày 20 tháng 10 năm 2021. Truy cập ngày 20 tháng 10 năm 2021.
73. ↑  Thanh Mai (ngày 10 tháng 1 năm 2021). "Hạn chế tình trạng chênh lệch giới tính khi sinh". Nhân Dân. Lưu trữ bản gốc ngày 20 tháng 10 năm 2021. Truy cập ngày 20 tháng 10 năm 2021.
74. ↑  Tổng cục Thống kê (2019). Kết quả Toàn bộ Tổng điều tra dân số và nhà ở năm 2019 (Completed Results of the 2019 Viet Nam Population and Housing Census). Nhà Xuất bản Thống kê. tr. 210. ISBN 978-604-75-1532-5. Bản gốc (PDF) lưu trữ ngày 10 tháng 1 năm 2021. Truy cập ngày 20 tháng 10 năm 2021.
75. ↑  Thu Hường (ngày 27 tháng 7 năm 2020). "Thực trạng hôn nhân tại Việt Nam nhìn từ kết quả Tổng điều tra dân số và Nhà ở năm 2019". Con số và sự kiện. Lưu trữ bản gốc ngày 20 tháng 10 năm 2021. Truy cập ngày 20 tháng 10 năm 2021.
76. ↑  Lê, Nga (ngày 11 tháng 7 năm 2019). "Đồng Tháp, TP HCM mức sinh con thấp nhất cả nước". VnExpress. Lưu trữ bản gốc ngày 25 tháng 9 năm 2020. Truy cập ngày 20 tháng 10 năm 2021.
77. ↑  Thanh Mai (ngày 19 tháng 1 năm 2020). "Nhiều chỉ báo quan trọng từ kết quả điều tra dân số, nhà ở". Nhân Dân. Lưu trữ bản gốc ngày 20 tháng 10 năm 2021. Truy cập ngày 20 tháng 10 năm 2021.
78. ↑  Kiều Linh (ngày 20 tháng 12 năm 2019). "Phó thủ tướng: "Tận dụng thời kỳ dân số vàng để vượt bẫy thu nhập trung bình"". VnEconomy. Lưu trữ bản gốc ngày 20 tháng 10 năm 2021. Truy cập ngày 20 tháng 10 năm 2021.
79. ↑  "Results of the Population and Housing Census 01/4/2019". United Nations in Viet Nam. ngày 18 tháng 12 năm 2019.
80. ↑  "Hà Nội: Kết quả sơ bộ Tổng điều tra Dân số và Nhà ở năm 2019". Con số và Sự kiện. ngày 3 tháng 9 năm 2019. Lưu trữ bản gốc ngày 19 tháng 7 năm 2021. Truy cập ngày 20 tháng 10 năm 2021.
81. ↑  Tân Việt (ngày 19 tháng 10 năm 2019). "Đà Nẵng chỉ có năm hộ không có nhà ở". Báo Pháp luật thành phố Hồ Chí Minh. Lưu trữ bản gốc ngày 25 tháng 10 năm 2020. Truy cập ngày 20 tháng 10 năm 2021.
82. ↑  "Dân số Thành phố Hồ Chí Minh đông nhất nước". Báo điện tử Đảng Cộng sản. ngày 11 tháng 10 năm 2019. Lưu trữ bản gốc ngày 20 tháng 10 năm 2021. Truy cập ngày 20 tháng 10 năm 2021.
83. 1 2 3 4 5  "Sống gầm cầu thang vẫn được tính là có nhà ở?". Tuổi Trẻ. ngày 14 tháng 10 năm 2019. Lưu trữ bản gốc ngày 5 tháng 3 năm 2021. Truy cập ngày 20 tháng 10 năm 2021.
84. 1 2 3 4  Vũ Nguyên (ngày 17 tháng 10 năm 2019). "Phân vân thống kê số hộ dân chưa có nhà ở". Nhân Dân. Lưu trữ bản gốc ngày 20 tháng 10 năm 2021. Truy cập ngày 20 tháng 10 năm 2021.
85. ↑  Bùi Yên (ngày 18 tháng 9 năm 2019). "Khoảng 476 ngàn hộ gia đình tại TP HCM chưa có nhà riêng". Báo Pháp luật Việt Nam.
86. 1 2  Lê, Anh (ngày 28 tháng 10 năm 2019). "Bất ngờ số liệu thống kê". Đại Đoàn Kết. Lưu trữ bản gốc ngày 20 tháng 10 năm 2021. Truy cập ngày 20 tháng 10 năm 2021.
87. ↑  "Tổng điều tra dân số và nhà ở phát sinh lỗi đồng bộ dữ liệu". Báo Pháp luật thành phố Hồ Chí Minh. ngày 14 tháng 5 năm 2019. Lưu trữ bản gốc ngày 20 tháng 10 năm 2021. Truy cập ngày 20 tháng 10 năm 2021.